# Gerhard Schwenzer

Wappen von Gerhard Schwenzer

Gerhard Schwenzer SSCC (* 1. Oktober 1938 in Lorch, Hessen) ist ein deutscher römisch-katholischer Geistlicher. Von 1983 bis 2005 war er römisch-katholischer Bischof von Oslo in Norwegen.

## Jugend, Ausbildung, Studien, Erste Priesterjahre
Nachdem Schwenzer die ersten vier Schuljahre in seiner Heimatstadt Lorch verbracht hatte, wurde er späterhin auf die Klosterschule Niederlahnstein gesandt. Nachdem er dort das Abitur abgelegt hatte, bat er darum, in den Orden der Picpus-Missionare (Arnsteiner Patres), der die Schule unterhielt, eintreten zu dürfen.
Nach dem Noviziat folgten drei Jahre Philosophiestudium im Studienhaus der Picpus-Patres in Simpelveld (Niederlande). Danach studierte er Theologie in Rom und Heidelberg, wo er zuletzt den Doktorgrad erhielt. Er wurde am 18. Juli 1964 zum Priester geweiht.
In seiner Dissertation beschäftigte sich Schwenzer mit dem Kirchenbegriff des lutherischen Theologen Edmund Schlink, der als Beobachter am Zweiten Vatikanischen Konzil teilgenommen hatte. 
Anschließend lebte Schwenzer wieder in Simpelveld, wo er nun als Noviziatsmeister und Dozent für Systematische Theologie arbeitete und lehrte.

## Berufung nach Norwegen, Bischof von Mittelnorwegen
Die Picpus-Patres haben seit 1931 die Verantwortung für die römisch-katholische Kirche in Mittelnorwegen (Møre og Romsdal und Trøndelag). Im Jahre 1974 wurde Schwenzer als Apostolischer Administrator nach Trondheim gesandt und wurde dort bald Vorsteher des Kirchendistrikts, nachdem sich Bischof Johannes Rüth zurückgezogen hatte. Er wurde am 29. August 1974 zum Bischof von Trondheim ernannt, ebenso zum Apostolischen Vikar für das Vikariat Mittelnorwegen. Bischof John Willem Gran weihte ihn am 7. Dezember 1975 in der St.-Olavs-Domkirche zu Trondheim und er wurde Titularbischof von Hólar. Mitkonsekratoren waren Johann Wember, Titularbischof von Vasada und Apostolischer Vikar von Nordnorwegen, und Hans Ludvig Martensen, Bischof von Kopenhagen.

## Bischof des Bistums Oslo
Am 2. Juni 1981 wurde Schwenzer Koadjutorbischof von Oslo und formell am 4. September 1981 in der St.-Olavs-Domkirche von Oslo eingesetzt. Am 26. November 1983 übernahm er von Gran den Bischofssitz. Bis zum 9. Februar 1988 behielt er seinen Sitz (sede vacante) in Trondheim.
Schwenzer war Vorsitzender der römisch-katholischen  Nordischen Bischofskonferenz. Unter seiner Führung entstanden die Hirtenbriefe Schutz des Lebens (1999, Vern om Livet), Sorge für das Leben (2002, Omsorg for livet), Möglichkeiten und Risiken der Genetik (2002, Genetikkens muligheter og risikoer), Unsere Brüder und Schwestern sehen zu lernen, wie Christus sie sieht (2002, Å lære å se våre brødre og søstre slik Kristus ser dem) und Die Krise im Irak (2003, Krisen i Irak).
Schwenzer bat am 2. März 2005 aus Alters- und Gesundheitsgründen um Abschied vom Bistum Oslo. Die Einwilligung in diese Bitte wurde am 29. Juli des Jahres öffentlich gemacht und gleichzeitig sein Nachfolger, Bischof Bernt Ivar Eidsvig, bekannt gegeben.